# Carole Montillet
Carole Montillet (Grenoble, 7 aprile 1973) è una pilota automobilistica ed ex sciatrice alpina francese.
Specialista delle gare veloci in attività tra la fine degli anni novanta e gli inizi del decennio successivo, fu una delle atlete di punta dalla Nazionale di sci alpino della Francia. In carriera conquistò otto vittorie in Coppa del Mondo e la Coppa del Mondo di supergigante nel 2003. Riuscì anche a salire sul gradino più alto del podio nella discesa libera ai XIX Giochi olimpici invernali di Salt Lake City 2002, negli Stati Uniti.
In seguito al matrimonio assunse anche il cognome del coniuge e gareggiò come Carole Montillet-Carles.

## Biografia

### Carriera sciistica

#### Stagioni 1991-1998
Carole Montillet, originaria di Villard-de-Lans, debuttò in campo internazionale ai Mondiali juniores di Geilo/Hemsedal 1991, senza ottenere risultati di rilievo. In Coppa del Mondo ottenne il primo risultato di rilievo il 15 dicembre 1991 a Santa Caterina Valfurva, piazzandosi 30ª in supergigante. Ai Mondiali di Morioka 1993, sua prima partecipazione iridata, si classificò 8ª nella discesa libera. Nella stessa stagione conquistò il suo primo podio in Coppa del Mondo: 3ª nella discesa libera di Kvitfjell del 13 marzo.
Dopo alcune stagioni durante le quali alternò presenze in Coppa del Mondo a gare di Coppa Europa, nel 1996 partecipò ai Mondiali della Sierra Nevada, classificandosi 20ª nella discesa libera e 11ª nel supergigante. Si migliorò l'anno dopo nella rassegna iridata di Sestriere, dove nelle stesse specialità si piazzò rispettivamente 7ª e 4ª. Ai XVIII Giochi olimpici invernali di Nagano 1998, sua prima presenza olimpica, si classificò al 14º posto sia nella discesa libera sia nel supergigante.

#### Stagioni 1999-2006
Fu al cancelletto di partenza della discesa libera e del supergigante anche ai Mondiali di Vail/Beaver Creek 1999, dove ottenne rispettivamente il 22º e il 15º posto. Due stagioni dopo arrivarono la prima vittoria in Coppa del Mondo, il 16 febbraio 2001 nel supergigante di Garmisch-Partenkirchen, e la partecipazione ai Mondiali di Sankt Anton am Arlberg, dove arrivò 10ª nella discesa libera e 5ª nel supergigante. L'anno dopo ai XIX Giochi olimpici invernali di Salt Lake City 2002, dopo esser stata portabandiera della Francia durante la cerimonia di apertura, vinse la medaglia d'oro nella discesa libera e si classificò 7ª nel supergigante e 18ª nello slalom gigante.
Nella stagione 2002-2003 vinse la Coppa del Mondo di supergigante con 35 punti di vantaggio su Renate Götschl, anche grazie a due successi di gara nella specialità (oltre ai tre in discesa libera), e partecipò ai Mondiali di Sankt Moritz (7ª nella discesa libera, 14ª nel supergigante, 19ª nello slalom gigante). Nella stagione seguente in Coppa del Mondo ottenne il suo miglior piazzamento in carriera sia nella classifica generale (5ª), sia in quella di discesa libera (3ª), mentre in quella di supergigante non riuscì a ripetere il successo dell'anno prima e chiuse 2ª a 65 punti dalla Götschl.
Ai Mondiali di Bormio/Santa Caterina Valfurva 2005, sua ultima partecipazione iridata, vinse la medaglia d'oro nella gara a squadre, si classificò 21ª nella discesa libera e non concluse il supergigante. L'anno dopo ai XX Giochi olimpici invernali di Torino 2006 fu 28ª nella discesa libera e 5ª nel supergigante. Diede l'addio alla Coppa del Mondo il 15 marzo 2006 a Åre, in Svezia, dopo aver concluso la sua ultima discesa libera; si congedò definitivamente dall'attività agonistica il 1º aprile successivo partecipando a una gara FIS nel suo paese d'origine.

### Carriera automobilistica
Dopo il ritiro si è dedicata alle competizioni rallistiche insieme all'ex compagna di squadra Mélanie Suchet.

## Palmarès

### Sci alpino

#### Olimpiadi
- 1 medaglia:
  - 1 oro (discesa libera a Salt Lake City 2002)

#### Mondiali
- 1 medaglia:
  - 1 bronzo (gara a squadre a Bormio/Santa Caterina Valfurva 2005)

#### Coppa del Mondo
- Miglior piazzamento in classifica generale: 5ª nel 2004
- Vincitrice della Coppa del Mondo di supergigante nel 2003
- 25 podi (13 in discesa libera e 12 in supergigante):
  - 8 vittorie (4 in discesa libera e 4 in supergigante)
  - 8 secondi posti (4 in discesa libera e 4 in supergigante)
  - 9 terzi posti (5 in discesa libera e 4 in supergigante)

##### Coppa del Mondo - vittorie
| Data             | Località               | Paese    | Specialità |
| ---------------- | ---------------------- | -------- | ---------- |
| 16 febbraio 2001 | Garmisch-Partenkirchen | Germania | SG         |
| 7 dicembre 2002  | Lake Louise            | Canada   | DH         |
| 13 dicembre 2002 | Val-d'Isère            | Francia  | SG         |
| 15 gennaio 2003  | Cortina d'Ampezzo      | Italia   | SG         |
| 5 dicembre 2003  | Lake Louise            | Canada   | DH         |
| 6 dicembre 2003  | Lake Louise            | Canada   | DH         |
| 18 gennaio 2004  | Cortina d'Ampezzo      | Italia   | DH         |
| 1º febbraio 2004 | Haus                   | Austria  | SG         |

Legenda:

DH = discesa libera

SG = supergigante

### Coppa Europa
- 2 podi (dati dalla stagione 1994-1995):
  - 1 secondo posto
  - 1 terzo posto

### South American Cup
- Miglior piazzamento in classifica generale: 11ª nel 2003
- 2 podi (dati dalla stagione 1994-1995):
  - 1 vittoria
  - 1 secondo posto

#### South American Cup - vittorie
| Data           | Località | Paese | Specialità |
| -------------- | -------- | ----- | ---------- |
| 24 agosto 2001 | La Parva | Cile  | SG         |

Legenda:

SG = supergigante

#### Campionati francesi
- 14 medaglie (dati parziali fino alla stagione 1994-1995)[2]:
  - 7 ori (supergigante[senza fonte] nel 1992; discesa libera nel 1996; supergigante nel 1997; supergigante nel 1998; discesa libera, supergigante nel 1999; slalom gigante nel 2002)
  - 4 argenti (discesa libera nel 2000; discesa libera nel 2002; supergigante nel 2003; discesa libera nel 2004)
  - 3 bronzi (supergigante nel 1995; supergigante nel 2000; supergigante nel 2004)